# Arminia Bielefeld II
Arminia Bielefeld II ist die zweite Fußballmannschaft von Arminia Bielefeld. Aktuell wird sie als U 21-Mannschaft betrieben und dient den jungen Talenten als Zwischenstation zwischen dem Jugend- und dem Profibereich. Die Mannschaft spielt seit ihrer Reaktivierung im Jahr 2025 in der fünftklassigen Oberliga Westfalen. Aus finanziellen und sportlichen Erwägungen wurde das Team zuvor im Jahre 2018 abmeldet. Heimspielstätten sind das Stadion Rußheide und die EDImedienArena. 

## Geschichte

### Frühe Jahre (bis 1984)
Arminias zweite Mannschaft spielte nach dem Ende des Zweiten Weltkrieges lange Jahre in der Kreisklasse Bielefeld. Im Jahre 1958 gelang erstmals der Aufstieg in die Bezirksklasse, wo die Bielefelder auf Anhieb Vizemeister hinter dem TuS 04 Sudbrack wurden. Ein Jahr später gelang der Sprung in die seinerzeit viertklassige Landesliga Westfalen. Nach dem Klassenerhalt in der Saison 1960/61 ging es ein Jahr später zurück in die Bezirksklasse. Tiefpunkt der Saison war eine 1:12-Niederlage beim Mindener Verein VfL Kutenhausen. Nach dem Aufstieg der ersten Mannschaft in die II. Division West trat Bielefelds Zweitvertretung ab 1962 als Arminia Bielefeld Amateure an. Erst im Jahre 1964 schafften die Arminen den Wiederaufstieg in die Landesliga. Dieses Mal wurde die Mannschaft der Gruppe 5 zugeteilt, was mehrere Fahrten bis nach Dortmund nach sich zog. Nach einem Jahr in der Gruppe 1, wo die Arminen 1966 Dritter hinter den Lokalrivalen SV Brackwede und der SpVgg Fichte Bielefeld wurden, ging es zwei Jahre später erneut zurück in die Bezirksklasse. 
Zwischenzeitlich hatten die Bielefelder wieder ein Jahr in der Gruppe 5 spielen müssen. Der Wiederaufstieg gelang im Jahre 1972, als die Profimannschaft wegen ihrer Verstrickung in den Bundesliga-Skandal aus der Bundesliga zwangsabsteigen musste. Nachdem sich die Arminen zunächst im Mittelfeld der Landesliga etablieren konnten, folgte im Jahre 1976 der neuerliche Abstieg in die Bezirksklasse. Der direkte Wiederaufstieg wurde 1977 als Vizemeister hinter der SpVgg Fichte Bielefeld verpasst. Eine weitere Vizemeisterschaft folgte zwei Jahre später, dieses Mal hinter der Spvg Versmold. Schließlich gelang im Jahre 1981 die Rückkehr in die Landesliga und leitete die bis dahin erfolgreichste Phase der Mannschaftsgeschichte ein. Nach den Plätzen acht und vier gelang im Jahre 1984 erstmals der Sprung in die Verbandsliga Westfalen. 

### Fahrstuhljahre (1984 bis 2000)
Dort traf die Mannschaft auf Arminias langjährigen Lokalrivalen VfB 03 Bielefeld. Arminias Amateure konnten das Niveau nicht halten. Nach Platz neun in der Aufstiegssaison 1984/85 folgte ein Jahr später der Abstieg als Vorletzter. Im Jahre 1988 konnten die Bielefelder zum zweiten Mal in die Verbandsliga aufsteigen. Gleichzeitig stieg Arminias erste Mannschaft in die Oberliga Westfalen ab. Daher firmierte die Bielefelder Reserve von 1988 an wieder als Arminia Bielefeld II. Nachdem die Mannschaft im Jahre 1989 nur knapp die Klasse halten konnte, folgte ein Jahr später der erneute Abstieg in die Landesliga. Auch in den 1990er Jahren blieb die zweite Mannschaft von Arminia Bielefeld eine Fahrstuhlmannschaft zwischen Verbands- und Landesliga. Im Jahre 1992 gelang zum dritten Mal der Aufstieg in die Verbandsliga. 
Nach Platz neun in der Aufstiegssaison 1992/93 wurde ein Jahr später der Aufstieg in die Oberliga um Längen verpasst. Wegen der Einführung der Regionalliga gab es in der Verbandsligasaison 1993/94 einen erhöhten Aufstieg. Die Verbandsliga war ab 1994 nur noch fünftklassig. Ein Jahr später stieg Arminias erste Mannschaft wieder in die 2. Bundesliga auf, so dass die zweite Mannschaft ab der Saison 1995/96 wieder als Arminia Bielefeld Amateure antrat. Sportlich brachte die neue Bezeichnung der Mannschaft keinen Erfolg, da sie 1997 als Tabellenletzter wieder in die Landesliga hinunter musste. Zur Saison 1998/99 übernahm Jürgen Prüfer das Traineramt und leitete einen sportlichen Aufschwung ein. Nachdem die Arminen 1999 als Dritter mit nur zwei Punkten Rückstand knapp am SV Enger-Westerenger gescheitert waren, gelang ein Jahr später der ungeschlagene Aufstieg in die Verbandsliga. Dabei konnten die Arminen über 100 Saisontore erzielen.

### Auf und Ab (2000 bis 2008)
Der sportliche Aufschwung hielt auch in der Verbandsliga an. Nach einem sechsten Platz in der Saison 2000/01 gelang ein Jahr später der erstmalige Aufstieg in die Oberliga Westfalen. Mit 14 Punkten Vorsprung auf die SpVg Emsdetten 05 wurden die Arminen Meister und schafften in der Saison 2002/03 knapp den Klassenerhalt. Jürgen Prüfer verließ Bielefeld daraufhin in Richtung SpVg Brakel, während Maik Walpurgis das Traineramt übernahm. Mit einem 8:0-Sieg über den FC Eintracht Rheine sicherte sich die Mannschaft am letzten Spieltag der Saison 2003/04 die Meisterschaft und den Aufstieg in die Regionalliga. Nach einem guten Start in die Saison 2004/05 rutschte die Mannschaft schnell in den Tabellenkeller. Trainer Walpurgis trat im Januar 2005 zurück und wurde durch Igor Lazić ersetzt. Das Spiel bei den Amateuren von Hertha BSC, welches die Berliner mit 2:1 gewannen, wurde annulliert und wiederholt. Es stellte sich bei den Untersuchungen im Rahmen des Wettskandals heraus, dass Schiedsrichter Dominik Marks die Partie für 6.000 Euro an die kroatische Wettmafia verkauft hatte.
Das Wiederholungsspiel gewann die Hertha mit 6:0. Da die Berliner aber vier statt der erlaubten drei Lizenzspieler eingesetzt hatten, wurde die Partie für Hertha mit 0:2 Toren als verloren gewertet. Für die Arminia ging das Spiel als 0:6-Niederlage in die Wertung. Als Tabellenvorletzter stiegen die Bielefelder am Saisonende wieder in die Oberliga Westfalen ab. Erneut wurde Arminias zweite Mannschaft, die seit 2005 wieder unter dem Namen Arminia Bielefeld II antritt, zu einer Fahrstuhlmannschaft. Nach einem zehnten Platz in der Saison 2005/06 wurde das Team unter Trainer Detlev Dammeier in der darauffolgenden Saison Tabellendritter, bevor sich die Arminen ein Jahr später als Tabellenelfter nur mit Mühe und Not für die neu geschaffene NRW-Liga qualifizierten, die ab 2008 die Oberligen Westfalen und Nordrhein ablöste. Das Traineramt übernahm Armin Perrey.

### Von der Regionalliga zur Auflösung (2008 bis 2018)
Die Bielefelder trugen das erste Spiel dieser Liga aus und erreichten im Auswärtsspiel bei Schwarz-Weiß Essen ein 1:1. Nach einem fünften Platz in der Auftaktsaison 2008/09 wurden die Bielefelder ein Jahr später Vizemeister hinter dem SC Wiedenbrück 2000 und schafften damit zum zweiten Mal den Aufstieg in die Regionalliga. Dort war die Mannschaft sportlich überfordert und stieg als Tabellenletzter gleich wieder ab. Zurück in der NRW-Liga erreichten die Bielefelder in der Saison 2011/12 den fünften Platz. Sportlich hatte die Mannschaft sich für die Qualifikationsspiele zur Regionalliga West qualifiziert. Da Arminias erste Mannschaft zeitgleich aus der 2. Bundesliga in die neu geschaffene 3. Liga abstieg, durften die Bielefelder nicht an der Relegation teilnehmen. Nach der Auflösung der NRW-Liga im Sommer 2012 spielte die Mannschaft nun in der wieder eingeführten Oberliga Westfalen weiter. Trainer Armin Perry übernahm im Sommer 2012 die sportliche Leitung des Nachwuchsleistungszentrum der Arminia. Neuer Trainer von Arminias zweiter Mannschaft wurde mit Daniel Scherning ein ehemaliger Spieler von Arminias zweiter Mannschaft. 
In der Saison 2012/13 wurden die Bielefelder Dritter hinter dem SV Lippstadt 08 und der SG Wattenscheid 09 und verpassten den Aufstieg nur knapp. Ein Jahr später hatten die Arminen trotz einer überragenden Saison erneut Pech. Bereits acht Spieltage vor Saisonende stand der sportliche Aufstieg in die Regionalliga nach 23 Siegen aus bis dahin 26 Spielen vorzeitig fest. Die Mannschaft musste allerdings hoffen, dass Arminias erste Mannschaft nicht aus der 2. Bundesliga absteigt. Schließlich scheiterten die Bielefelder Profis aufgrund der Auswärtstorregel in der Relegation am SV Darmstadt 98 und verhinderten damit den Aufstieg der eigenen zweiten Mannschaft. Im März 2018 gab die Vereinsführung um Präsident Hans-Jürgen Laufer die Auflösung der U-23 nach der Saison 2017/18 bekannt. Im vorerst letzten Spiel besiegten die Bielefelder den FC Eintracht Rheine mit 2:1.

### Reaktivierung (seit 2025)
Im März 2025 stellte der Verein beim Fußball- und Leichtathletik-Verband Westfalen einen Antrag auf Eingliederung einer zweite Mannschaft in die Oberliga Westfalen. Diesem wurde unter der Auflage stattgegeben, dass die Mannschaft zwei Spielzeiten kein Aufstiegsrecht in die Regionalliga West besitzt, sofern nicht mindestens drei aufstiegsberechtigte Teams zuvor auf ihr Recht zum Aufstieg verzichten. Mit einem 3:1-Erfolg bei der TSG Sprockhövel ist die zweite Mannschaft am 10. August 2025 wieder in den Spielbetrieb gestartet.

## Statistiken

### Erfolge

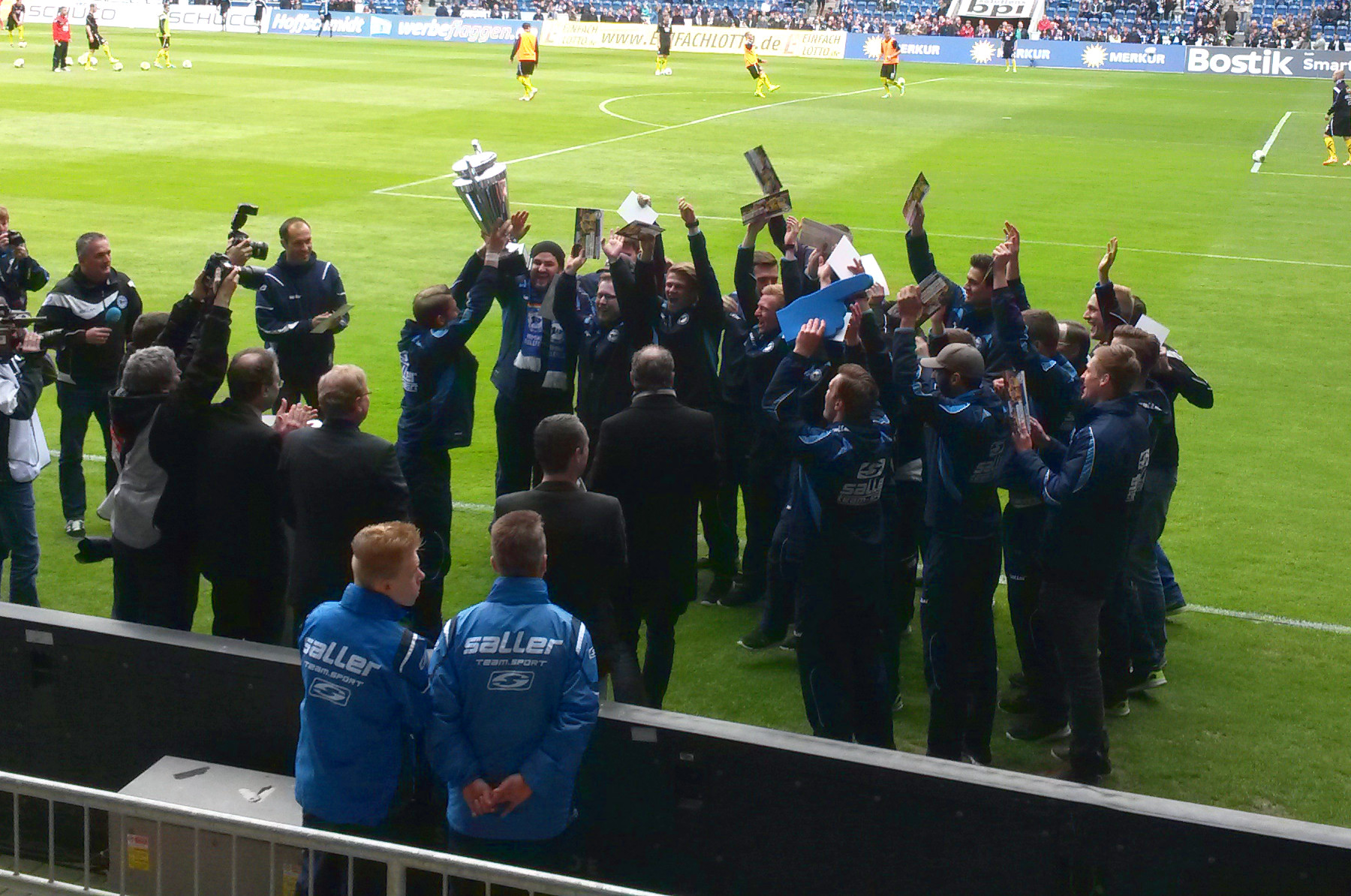
Die zweite Mannschaft feierte im Jahr 2014 den Gewinn der Meisterschaft in der Oberliga Westfalen

- Meister der Oberliga Westfalen: 2004, 2014
- Meister der Verbandsliga Westfalen, Gruppe 1: 2002
- Meister der Landesliga Westfalen, Gruppe 1: 1984, 1988, 1992, 2000
- Hallenstadtmeister von Bielefeld: 2002, 2004, 2008[16]
- Kreispokalsieger von Bielefeld: 2001, 2003, 2004[6]

In der Ewigen Tabelle der Oberliga Westfalen belegt Arminias zweite Mannschaft nach der Saison 2015/16 den 20. Platz. In neun Jahren gewann die Mannschaft 142 Spiele bei 64 Unentschieden und 100 Niederlagen. Das Torverhältnis beträgt 558:419.

### Saisonbilanzen
Grün unterlegte Platzierungen kennzeichnen einen Aufstieg während rot unterlegte Platzierungen auf Abstiege hinweisen.
| Saisonbilanzen 1958 bis 1988 |                                |       |       |       |        |
| Saison                       | Liga                           | Level | Platz | Tore  | Punkte |
| 1958/59                      | Bezirksklasse Westfalen, Gr. 2 | V     | 02.   | 74:27 | 40:12  |
| 1959/60                      | Bezirksklasse Westfalen, Gr. 2 | V     | 01.   | 70:20 | 47:09  |
| 1960/61                      | Landesliga Westfalen, Gr. 1    | IV    | 10.   | 58:59 | 29:35  |
| 1961/62                      | Landesliga Westfalen, Gr. 1    | IV    | 14.   | 49:66 | 27:37  |
| 1962/63                      | Bezirksklasse Westfalen, Gr. 2 | V     | 10.   | 57:53 | 26:30  |
| 1963/64                      | Bezirksklasse Westfalen, Gr. 2 | V     | 01.   | 71:38 | 37:15  |
| 1964/65                      | Landesliga Westfalen, Gr. 5    | IV    | 10.   | 53:58 | 31:33  |
| 1965/66                      | Landesliga Westfalen, Gr. 1    | IV    | 03.   | 65:45 | 41:23  |
| 1966/67                      | Landesliga Westfalen, Gr. 5    | IV    | 13.   | 35:56 | 23:37  |
| 1967/68                      | Landesliga Westfalen, Gr. 5    | IV    | 16.   | 37:58 | 18:42  |
| 1968/69                      | Bezirksklasse Westfalen, Gr. 2 | V     | 09.   | 36:43 | 31:29  |
| 1969/70                      | Bezirksklasse Westfalen, Gr. 2 | V     | 04.   | 45:35 | 31:25  |
| 1970/71                      | Bezirksklasse Westfalen, Gr. 2 | V     | 07.   | 43:43 | 29:31  |
| 1971/72                      | Bezirksklasse Westfalen, Gr. 2 | V     | 01.   | 81:28 | 50:10  |
| 1972/73                      | Landesliga Westfalen, Gr. 1    | IV    | 08.   | 48:44 | 33:31  |
| 1973/74                      | Landesliga Westfalen, Gr. 1    | IV    | 09.   | 44:49 | 30:30  |
| 1974/75                      | Landesliga Westfalen, Gr. 1    | IV    | 11.   | 39:46 | 29:35  |
| 1975/76                      | Landesliga Westfalen, Gr. 1    | IV    | 15.   | 34:65 | 25:39  |
| 1976/77                      | Bezirksklasse Westfalen, Gr. 2 | V     | 06.   | 46:31 | 36:24  |
| 1977/78                      | Bezirksliga Westfalen, Gr. 2   | V     | 06.   | 46:40 | 33:27  |
| 1978/79                      | Bezirksliga Westfalen, Gr. 2   | VI    | 02.   | 68:34 | 43:17  |
| 1979/80                      | Bezirksliga Westfalen, Gr. 2   | VI    | 04.   | 59:42 | 33:27  |
| 1980/81                      | Bezirksliga Westfalen, Gr. 2   | VI    | 01.   | 72:23 | 48:12  |
| 1981/82                      | Landesliga Westfalen, Gr. 1    | V     | 08.   | 45:34 | 31:29  |
| 1982/83                      | Landesliga Westfalen, Gr. 1    | V     | 04.   | 65:49 | 36:24  |
| 1983/84                      | Landesliga Westfalen, Gr. 1    | V     | 01.   | 76:37 | 43:17  |
| 1984/85                      | Verbandsliga Westfalen, Gr. 1  | IV    | 09.   | 48:52 | 35:33  |
| 1985/86                      | Verbandsliga Westfalen, Gr. 1  | IV    | 18.   | 33:57 | 24:48  |
| 1986/87                      | Landesliga Westfalen, Gr. 1    | V     | 04.   | 64:42 | 39:21  |
| 1987/88                      | Landesliga Westfalen, Gr. 1    | V     | 01.   | 62:24 | 46:18  |

| Saisonbilanzen 1988 bis 2018 |                               |       |       |        |        |
| Saison                       | Liga                          | Level | Platz | Tore   | Punkte |
| 1988/89                      | Verbandsliga Westfalen, Gr. 1 | IV    | 14.   | 052:60 | 24:36  |
| 1989/90                      | Verbandsliga Westfalen, Gr. 1 | IV    | 16.   | 025:48 | 20:40  |
| 1990/91                      | Landesliga Westfalen, Gr. 1   | V     | 08.   | 037:32 | 30:30  |
| 1991/92                      | Landesliga Westfalen, Gr. 1   | V     | 01.   | 072:20 | 44:12  |
| 1992/93                      | Verbandsliga Westfalen, Gr. 1 | IV    | 09.   | 043:43 | 29:31  |
| 1993/94                      | Verbandsliga Westfalen, Gr. 1 | IV    | 11.   | 043:59 | 27:37  |
| 1994/95                      | Verbandsliga Westfalen, Gr. 1 | V     | 14.   | 029:59 | 18:42  |
| 1995/96                      | Verbandsliga Westfalen, Gr. 1 | V     | 11.   | 036:57 | 33     |
| 1996/97                      | Verbandsliga Westfalen, Gr. 1 | V     | 15.   | 033:64 | 19     |
| 1997/98                      | Landesliga Westfalen, Gr. 1   | VI    | 04.   | 055:44 | 42     |
| 1998/99                      | Landesliga Westfalen, Gr. 1   | VI    | 03.   | 050:27 | 51     |
| 1999/00                      | Landesliga Westfalen, Gr. 1   | VI    | 01.   | 103:21 | 78     |
| 2000/01                      | Verbandsliga Westfalen, Gr. 1 | V     | 06.   | 052:35 | 42     |
| 2001/02                      | Verbandsliga Westfalen, Gr. 1 | V     | 01.   | 071:30 | 72     |
| 2002/03                      | Oberliga Westfalen            | IV    | 14.   | 041:63 | 37     |
| 2003/04                      | Oberliga Westfalen            | IV    | 01.   | 074:44 | 62     |
| 2004/05                      | Regionalliga Nord             | III   | 18.   | 050:83 | 29     |
| 2005/06                      | Oberliga Westfalen            | IV    | 10.   | 036:38 | 42     |
| 2006/07                      | Oberliga Westfalen            | IV    | 03.   | 066:40 | 61     |
| 2007/08                      | Oberliga Westfalen            | IV    | 11.   | 066:55 | 45     |
| 2008/09                      | NRW-Liga                      | V     | 05.   | 069:49 | 61     |
| 2009/10                      | NRW-Liga                      | V     | 02.   | 059:30 | 71     |
| 2010/11                      | Regionalliga West             | IV    | 18.   | 030:67 | 21     |
| 2011/12                      | NRW-Liga                      | V     | 03.   | 070:35 | 66     |
| 2012/13                      | Oberliga Westfalen            | V     | 01.   | 087:33 | 86     |
| 2013/14                      | Oberliga Westfalen            | V     | 08.   | 061:57 | 48     |
| 2014/15                      | Oberliga Westfalen            | V     | 08.   | 061:57 | 48     |
| 2015/16                      | Oberliga Westfalen            | V     | 10.   | 057:58 | 43     |
| 2016/17                      | Oberliga Westfalen            | V     | 13.   | 048:42 | 42     |
| 2017/18                      | Oberliga Westfalen            | V     | 15.   | 033:67 | 23     |

## Persönlichkeiten

### Ehemalige Spieler
Spieler der Profimannschaft, die gelegentlich in der zweiten Mannschaft gespielt haben, werden hier nicht berücksichtigt.
- Martin Amedick
- Marcel Appiah
- Engin Baytar
- Wolfgang Berg
- Till Brinkmann
- Cihan Bolat
- Charalampos Chantzopoulos
- Tim Danneberg
- Danilo de Souza
- Dennis Eilhoff
- Nils Fischer
- Aytürk Geçim
- Henning Grieneisen
- Matthias Haeder
- Niklas Hartmann
- Philipp Heithölter
- Finn Holsing
- Zlatko Janjić
- Şahan Kaynak
- Kevin Kerr
- Denis Kina
- Stefan Langemann
- Matthias Langkamp
- Marcel Lenz
- Julian Loose
- Gianluca Marzullo
- Daniel Mikic
- Massimo Ornatelli
- Uğur Pamuk
- Kacper Przybyłko
- Oliver Roggensack
- Carsten Rump
- Mirnel Sadović
- Christian Santos
- Pascal Schmidt
- Nico Schneck
- Marwin Studtrucker
- Olcay Turhan
- Thilo Versick
- Christian Wieczorek

### Trainerhistorie
- 1998 - Mai 2003: Jürgen Prüfer
- Mai 2003 - Juni 2003: Ivan Pachecho
- Juli 2003 - Januar 2005: Maik Walpurgis
- Januar 2005 - Juni 2006: Igor Lazić
- Juli 2006 - Februar 2007: Jörg Weber
- Februar 2007 - Juni 2008: Detlev Dammeier
- Juli 2008 - Juni 2012: Armin Perrey
- Juli 2012 - Dezember 2016: Daniel Scherning
- Januar 2017 bis Februar 2018: René Müller
- Februar bis Juni 2018: André Kording

## Spielstätten

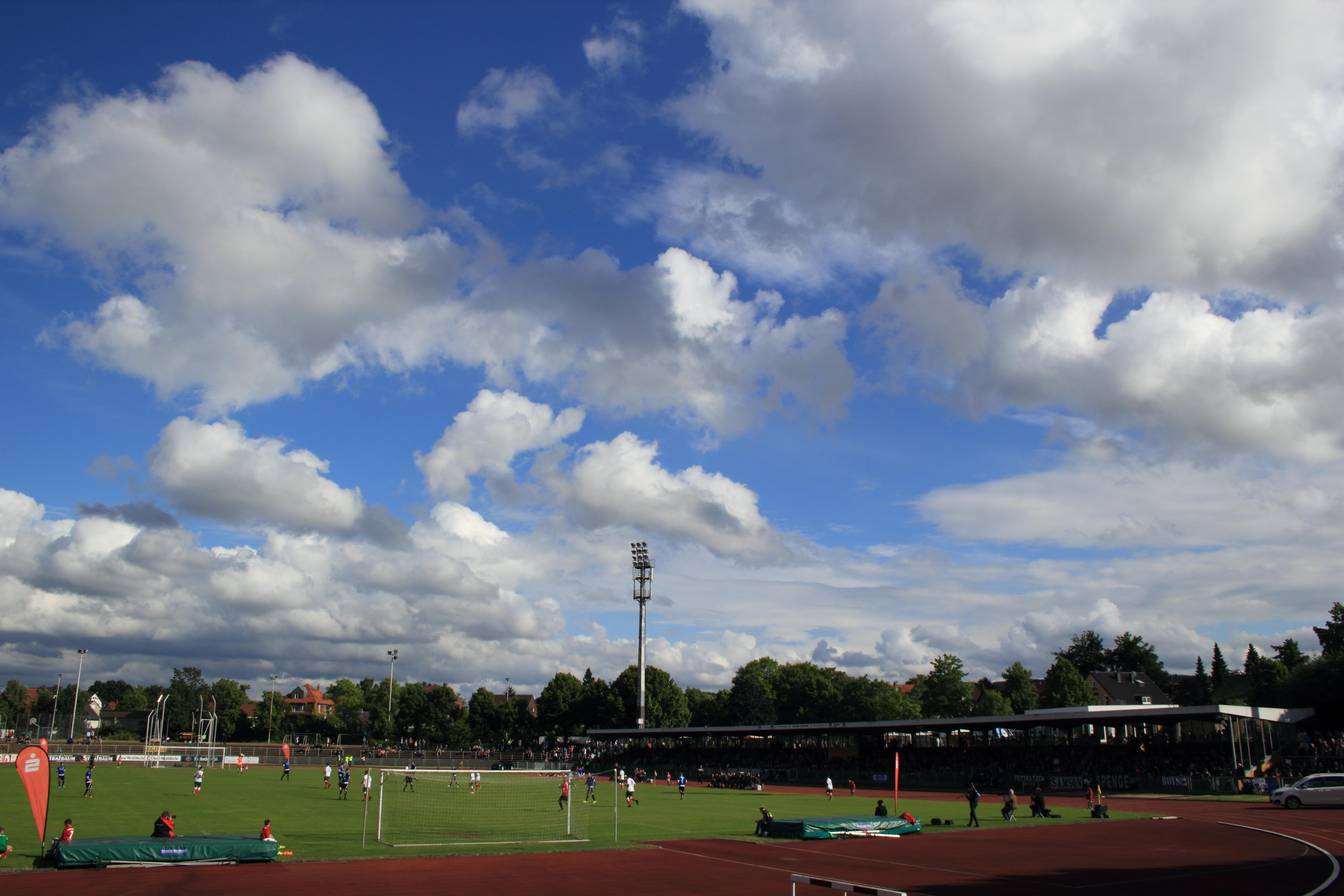
Stadion Rußheide (2013)

Heimspielstätte von Arminia Bielefelds zweiter Mannschaft war das Stadion Rußheide an der Mühlenstraße. Die Bezirkssportanlage hat eine Kapazität von 12.000 Plätzen, davon etwa 1.400 überdachte Sitzplätze. Das Stadion wurde im Jahre 1970 erbaut und verfügt über einen Naturrasenplatz sowie eine Leichtathletikanlage. Neben Arminias zweiter Mannschaft nutzt der Fußballverein VfB Fichte Bielefeld und der American-Football-Verein Bielefeld Bulldogs das Stadion. 
Bei so genannten Risikospielen wich die Mannschaft in die SchücoArena aus. Während der Regionalligasaison 2004/05 trugen die Bielefelder einige Heimspiele im Herforder Ludwig-Jahn-Stadion aus. In jener Saison wurde mit einem Schnitt von 994 Zuschauern pro Spiel das höchste Zuschauerinteresse verzeichnet. Bis 2008 spielte Arminias zweite Mannschaft im Stadion Brackwede, dem heutigen Böllhoff-Stadion.